# Dongchun-dong
Dongchun-dong (koreanska: 동춘동) är en stadsdel i staden Incheon i den nordvästra delen av Sydkorea, 30 km sydväst om huvudstaden Seoul. Den ligger i  stadsdistriktet Yeonsu-gu.

## Indelning
Administrativt är Dongchun-dong indelat i:
| Namn    | Namn                 | Yta km² | Invånare 31 dec 2020 |
| ------- | -------------------- | ------- | -------------------- |
| 동춘1동 | Dongchun 1(il)-dong  | 3,79    | 26 196               |
| 동춘2동 | Dongchun 2(i)-dong   | 1,31    | 18 851               |
| 동춘3동 | Dongchun 3(sam)-dong | 0,72    | 18 938               |